# 高田空人衣
高田空人衣（たかだ くにえ）は、日本のパーソナルスタイリスト、フリーランスのファッションコーディネーター。ファッションプロデューサー。愛媛県出身。

## 雑誌執筆関係
- 小学館 男を楽しむ女性マガジン「Menjoy」連載コラム執筆
- 小学館 国内最大級美容マガジン「美レンジャー」連載コラム執筆

## テレビ出演
- NHK 「女神ビジュアル」STOPぼんやり顔！プロの技でメリハリ顔に　2013/11
- NHK 「女神ビジュアル」この秋こそ流行を着こなす　監修　出演　2013/10
- NHK 「女神ビジュアル」買ってしまっても安心！ちょっとしたパーティー服活用術 　監修　出演　2013/6
- TBS 「今この顔がすごい」おしゃれ難民が殺到する駆け込み寺　出演　　2013/6
- NHK 「女神ビジュアル」ジャージ・スウェット定番部屋着をカッコよく 監修　出演　2013/5
- TBSラジオ「森本タケロウスタンバイ」 現場にアタック　出演 2013/4
- NHK 「女神ビジュアル」楽だけじゃダメ！　春ワンピ攻略でキレイめ女子に　監修　出演  2013/3
- NHK 「女神ビジュアル」サヨナラ“人面そう”ひざを若々しく　監修　出演 2013/1
- テレビ東京「7スタLIVE」秋のファストファッション特集　監修　出演 2012/9

## メディア掲載
- サンデー毎日　2013/6
- 女性セブン　2013/4